# Kazimieras Motieka

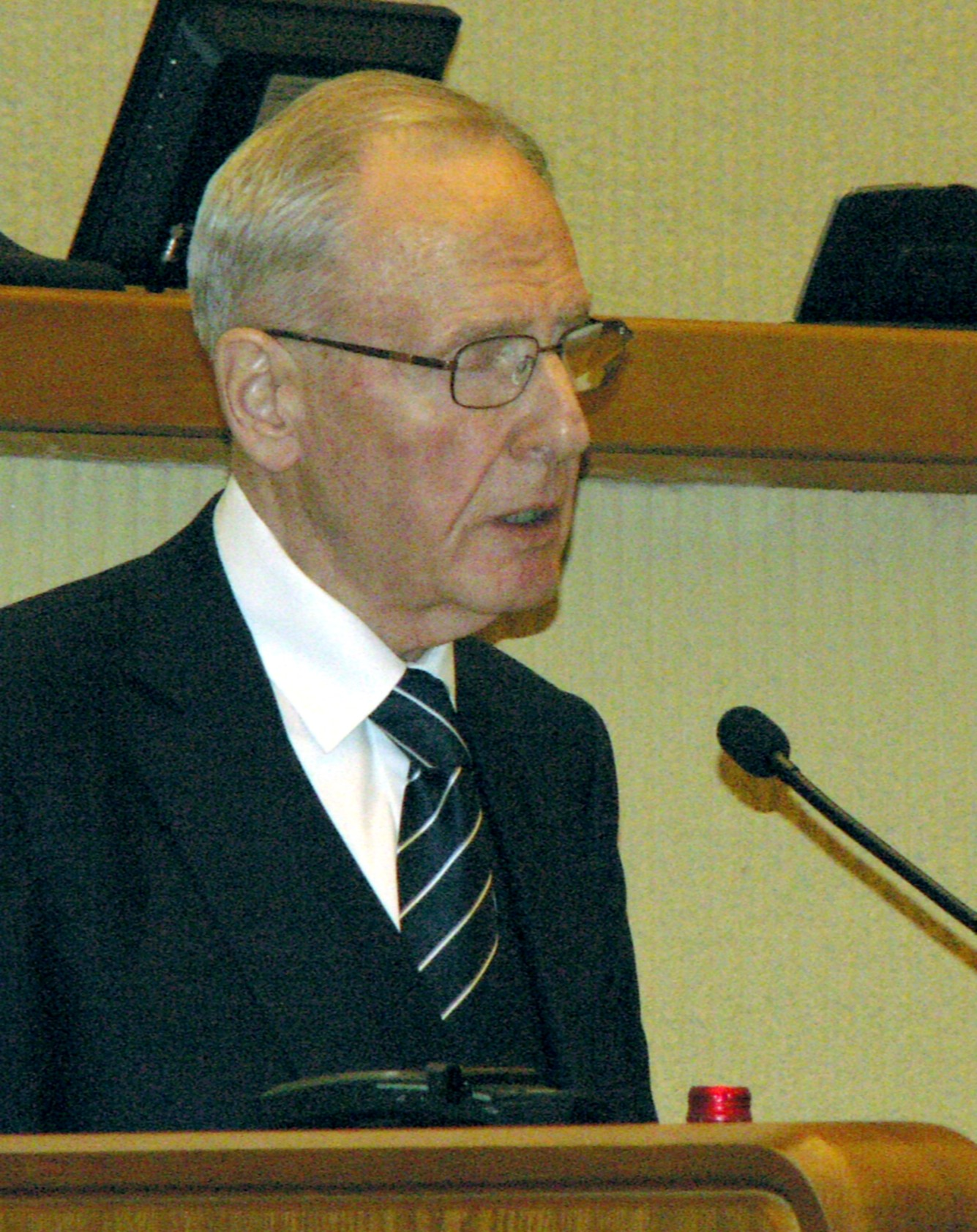
Kazimieras Motieka

Kazimieras Motieka (* 12. November 1929 in Kaunas; † 31. August 2021 in Vilnius) war ein litauischer Jurist (Rechtsanwalt) und Politiker, Mitglied des Seimas, Parlamentsvizepräsident.

## Leben
Von 1949 bis 1950 studierte Kazimieras Motieka Rechtswissenschaften an der Universität Vilnius (VU) und von 1950 bis 1951 an der Staatlichen Universität Leningrad, von 1951 bis 1954 wieder an der VU, wo er das Diplomstudium des Rechts absolvierte.
Von 1954 bis 1996 war Motieka Staatsanwalt in Sowjetlitauen bzw. in Litauen, Vernehmer in Sonderfällen (tardytojas), Leiter der Unterabteilung für Vernehmung, von 1960 bis 1961 Staatsanwalt der Stadt Vilnius im Lenin-Rajon. Kazimieras Motieka war Mitglied des Litauischen Obersten Sowjets (Lietuvos Respublikos Aukščiausioji Taryba) und von 1990 bis 1992 Stellvertretender Vorsitzender. Von 1989 bis 1990 war er litauischer Abgeordneter des Obersten Sowjet der UdSSR und Deputat des Obersten Sowjets der Litauischen Sozialistischen Sowjetrepublik.
Ab 1961 war Motieka Rechtsanwalt. 
Bis 2004 leitete er einer eigenen Anwaltskanzlei. Seit 2004 war er Senior-Partner der Kanzlei Motieka ir Audzevičius. Der Schwerpunktbereich ist das Strafrecht.
Von 1998 bis 2002 war Motieka Präsident der Litauischen Rechtsanwaltskammer und Vorsitzender des Litauischen Anwaltsrats (litauisch Lietuvos advokatų taryba).
Sein Grab befindet sich auf dem Friedhof Antakalnis.